# Memorial Rik Van Steenbergen 2012
Il Memorial Rik Van Steenbergen 2012, ventiduesima edizione della corsa, valido come evento dell'UCI Europe Tour 2012 categoria 1.1, si svolse il 5 settembre 2012 per un percorso di 194,9 km. Fu vinto dall'olandese Theo Bos, che terminò la gara in 4h19'06" alla media di 45,13 km/h.
Furono 141 in totale i ciclisti che tagliarono il traguardo.

## Classifica (Top 10)
| Pos. | Corridore          | Squadra       | Tempo    |
| ---- | ------------------ | ------------- | -------- |
| 1    | Theo Bos           | Rabobank      | 4h19'06" |
| 2    | Kenny van Hummel   | Vacansoleil   | s.t.     |
| 3    | Mark Renshaw       | Rabobank      | s.t.     |
| 4    | André Greipel      | Lotto-Belisol | s.t.     |
| 5    | Barry Markus       | Vacansoleil   | s.t.     |
| 6    | Stefan van Dijk    | Accent.jobs   | s.t.     |
| 7    | Kenneth Van Bilsen | An Post-Kelly | s.t.     |
| 8    | André Schulze      | Team NetApp   | s.t.     |
| 9    | Roy Jans           | An Post-Kelly | s.t.     |
| 10   | Francesco Lasca    | Caja Rural    | s.t.     |